# Bernadette Sanou Dao
Bernadette Sanou Dao, född 1952 i Bamako i Mali, är en poet från Burkina Faso. Familjen flyttade tillbaka till Burkina Faso när hon var elva år. Hon studerade litteratur och lingvistik i Dakar, Ohio och Paris. Hon har arbetat med att utveckla Burkina Fasos skolböcker både på det inhemska språket dioula och på franska. Hon är verksam politiker och 1986-87 var hon landets kulturminister och senare minister för regional integration. Senare har hon kommit att bli generaldirektör för den nationella turistnäringen. Hon engagerar sig starkt för kvinnors situation i Burkina Faso och andra afrikanska länder och för mänskliga rättigheter. 
Bernadette Sanou Daos litterära verksamhet omfattar fyra diktsamlingar, varav Quote-Part belönats med Prix Jean Cocteau. Hennes senaste novellsamling, Le femme de diable et autres histoires publicerades 2003. Som barnboksförfattare skriver hon under namnet Mah Dao.